# Centro (Madrid)
Centro es un distrito administrativo de la ciudad española de Madrid, subdividido en los barrios de Palacio, Embajadores, Cortes, Justicia, Universidad y Sol. Tiene una superficie de 5,23 km² y una población de 149 718 habitantes.

## Historia

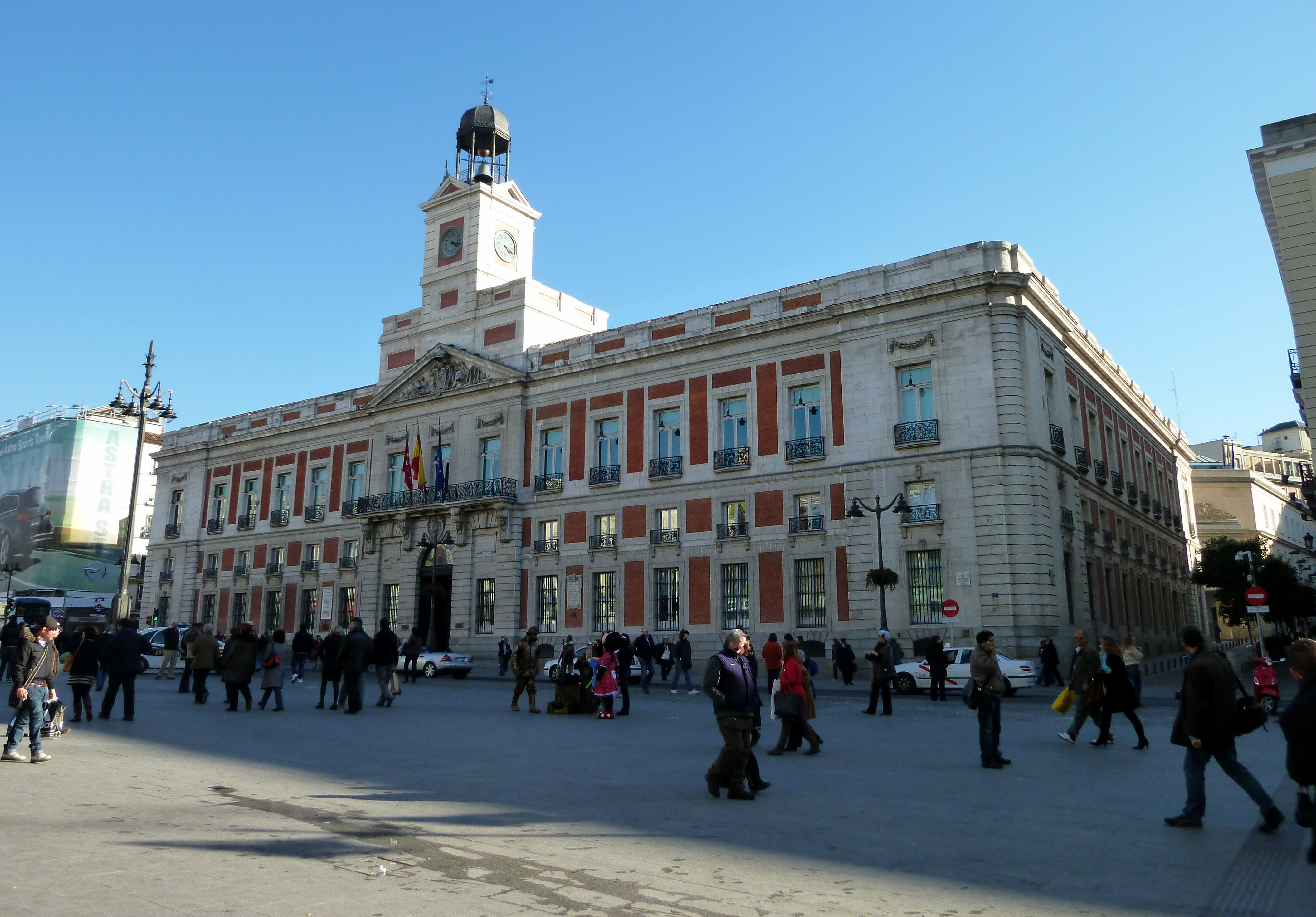
Casa de Correos, en la Puerta del Sol, sede del gobierno de la Comunidad de Madrid

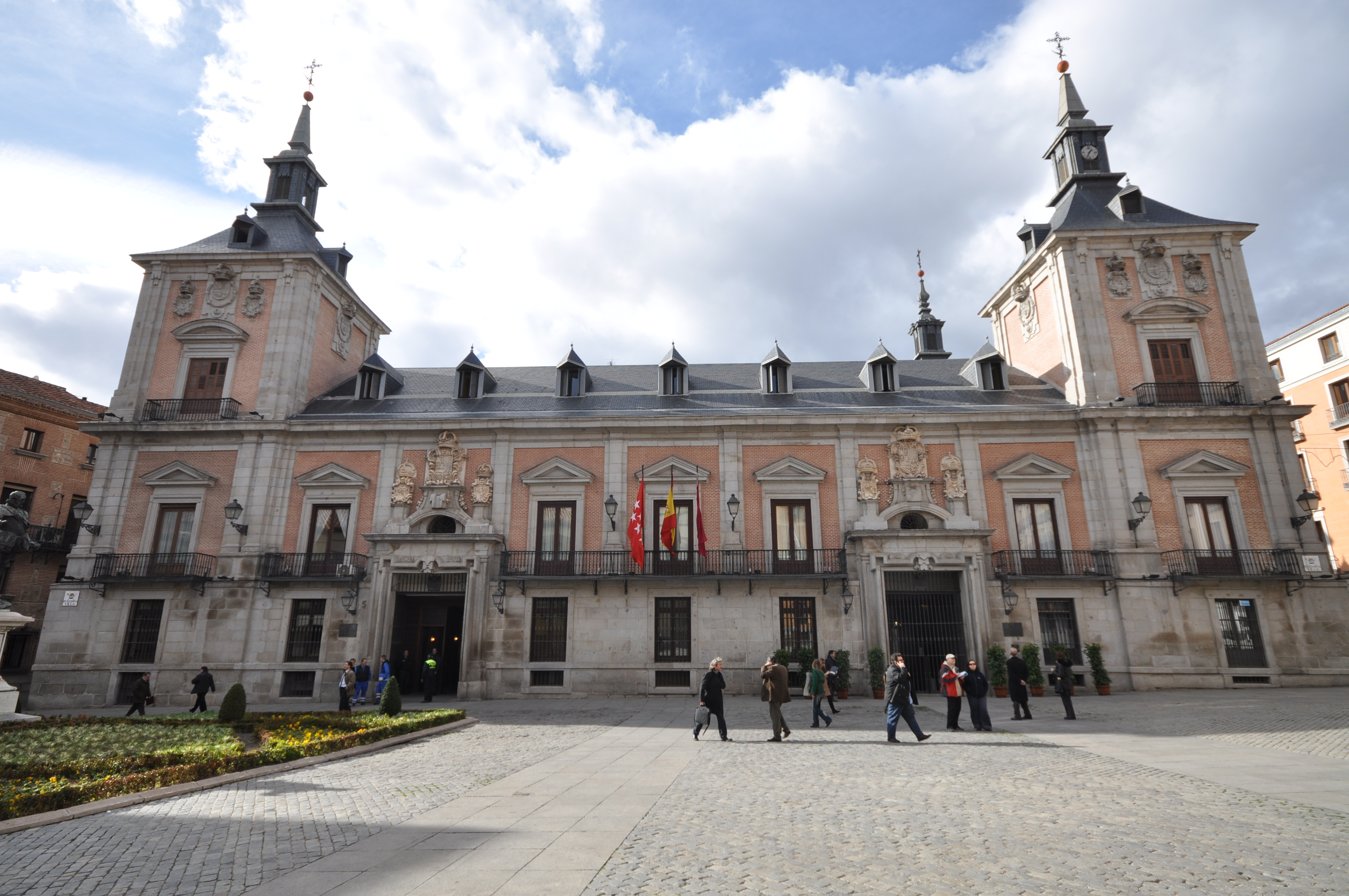
Casa de la Villa, antigua sede del Ayuntamiento de Madrid

El distrito Centro de Madrid es la zona más antigua de la ciudad. La primera constancia de la existencia de un asentamiento estable data de la época musulmana. En la segunda mitad del siglo IX, el emir de Córdoba Muhammad I (852-886) construye una fortaleza en un promontorio junto al río, en el lugar que hoy ocupa el Palacio Real, con el propósito de vigilar los pasos de la sierra de Guadarrama y ser punto de partida de razzias contra los reinos cristianos del norte; actualmente aún se conservan algunos restos de la muralla. Junto a la fortaleza se desarrolla al este un pequeño arrabal. Esta población recibe el nombre de Maǧrīṭ o Magerit. A excepción de la muralla pocos edificios se conservan de esta época.
La ciudad pasa a manos cristianas en 1085, prosperando hasta que en 1123 recibe el título de villa. Felipe II decide instalar la corte en Madrid en 1561. Este hecho será decisivo para la evolución de la ciudad. A partir de esta época se construye gran parte de los edificios y monumentos más antiguos y que están situados en el llamado Madrid de los Austrias que hoy día pertenece a este distrito.
Con la llegada de la ilustración la ciudad supera los límites del actual distrito Centro; sin embargo, la mayoría de nuevos monumentos siguen construyéndose en este. Es el caso del Palacio Real o la fuente de Cibeles. Los Borbones, especialmente Carlos III, tendrán la fijación de convertir a Madrid en una ciudad a la altura de las nuevas villas europeas, tomándose como modelo París. Así, harán grandes inversiones en infraestructura, especialmente alcantarillado y edificios públicos.
Durante los siglos XIX y XX, la ciudad seguirá creciendo y embelleciéndose. Con el reinado de Isabel II se construye el edificio del Congreso de Diputados, en las proximidades de la Puerta del Sol. El distrito Centro aloja el edificio del Gobierno de la Comunidad de Madrid, en la Puerta del Sol. Hasta el año 2007, en el distrito también se localizaba el edificio del Ayuntamiento de Madrid, en la plaza de la Villa. Actualmente se aloja en el Palacio de Cibeles, que pertenece al distrito de Retiro. En el año 2018, la circulación de vehículos a motor gasolina y diésel queda prohibida a los no residentes en el distrito, con la entrada en funcionamiento de Madrid Central.

## Demografía y división administrativa

División en barrios del distrito Centro

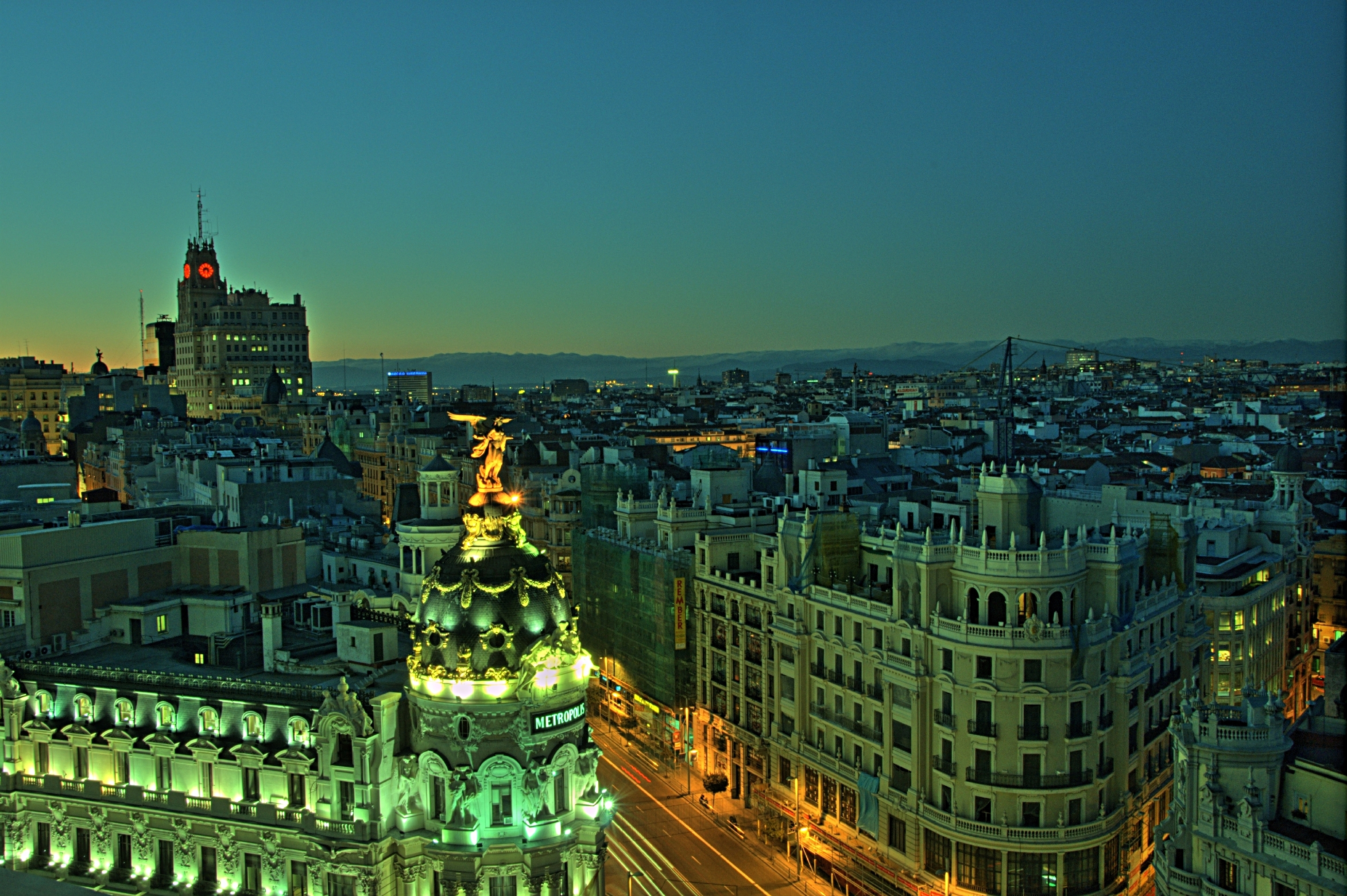
Vista parcial del distrito desde el Círculo de Bellas Artes

### Límites del distrito
El distrito tiene una superficie de 523,73 ha y está delimitado en gran parte por las llamadas Rondas, o primer anillo.
Por tanto el límite discurre por las rondas de Segovia, Toledo, Valencia y Atocha por el sur, con los distritos de Arganzuela y Latina; al este por el paseo del Prado y de Recoletos hasta la plaza de Colón, lindando con los distritos de Retiro y Salamanca; por el norte por las calles Génova, Sagasta, Carranza y Alberto Aguilera, con el distrito de Chamberí y por el oeste por las calles Princesa, Cuesta de San Vicente y Paseo de la Virgen del Puerto, con el distrito de Moncloa-Aravaca.

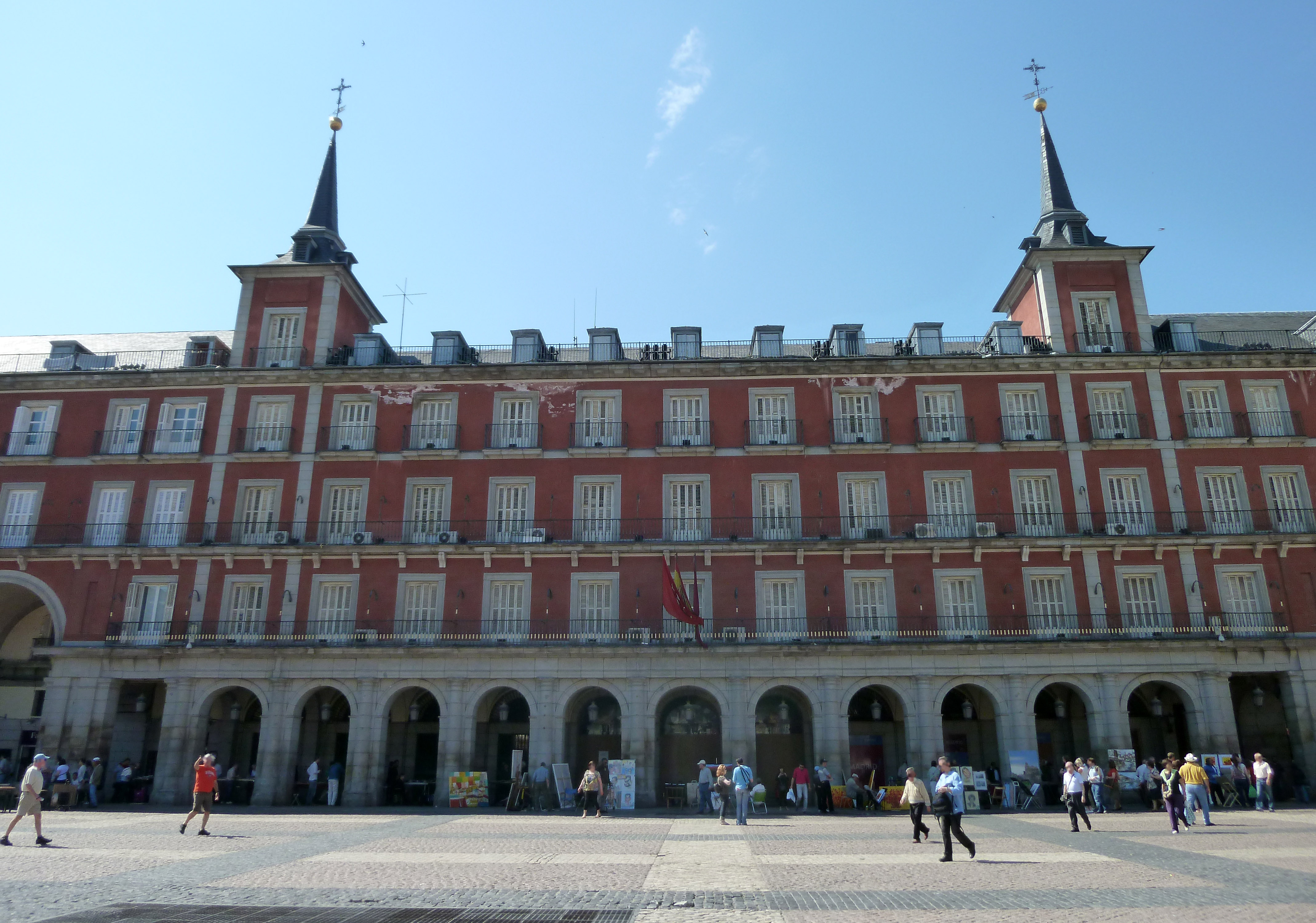
Fachada de la Casa de la Carnicería, sede de la Junta Municipal del Distrito Centro

### Población
A comienzos del siglo XXI era el distrito con mayor porcentaje de población inmigrante. La población alcanza los 149 718 habitantes, de los cuales 42 868 son inmigrantes, lo que supone un 28,63 % del total. Por barrios, los más poblados son Embajadores con 51 527 habitantes y Universidad y Palacio, con 35 349 y 24 811 respectivamente (censo 2006).
El distrito cuenta con 63 622 hogares.

### Barrios
El distrito tiene la identificación 1 y está dividido en los siguientes seis barrios: Palacio (11), Embajadores (12), Cortes (13), Justicia (14), Universidad (15) y Sol (16).

## Lugares de interés

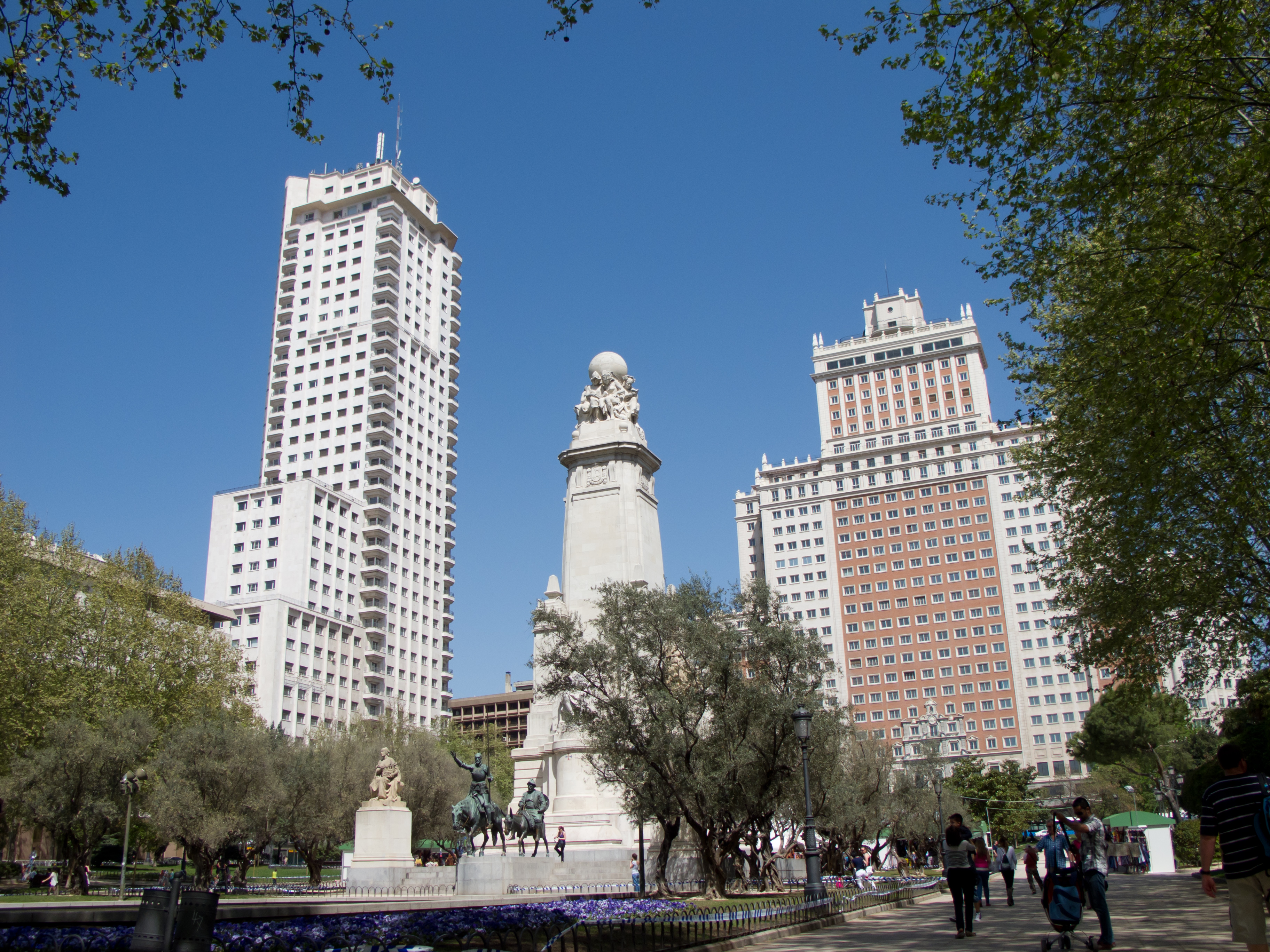
La plaza de España con la Torre de Madrid y el Edificio España al fondo

- Puerta del Sol
- Plaza de Oriente
- Plaza Mayor y Arco de Cuchilleros
- Plaza de la Villa
- Gran Vía
- Plaza de España
- Plaza de Colón
- Paseo del Prado
- Plaza de la Lealtad
- Plaza de Cibeles
- Plaza de Ópera
- Plaza de Santa Ana
- Barrio de La Latina
- Madrid de los Austrias
- Plaza de la Villa de París

### Edificios y monumentos
- Catedral de la Almudena

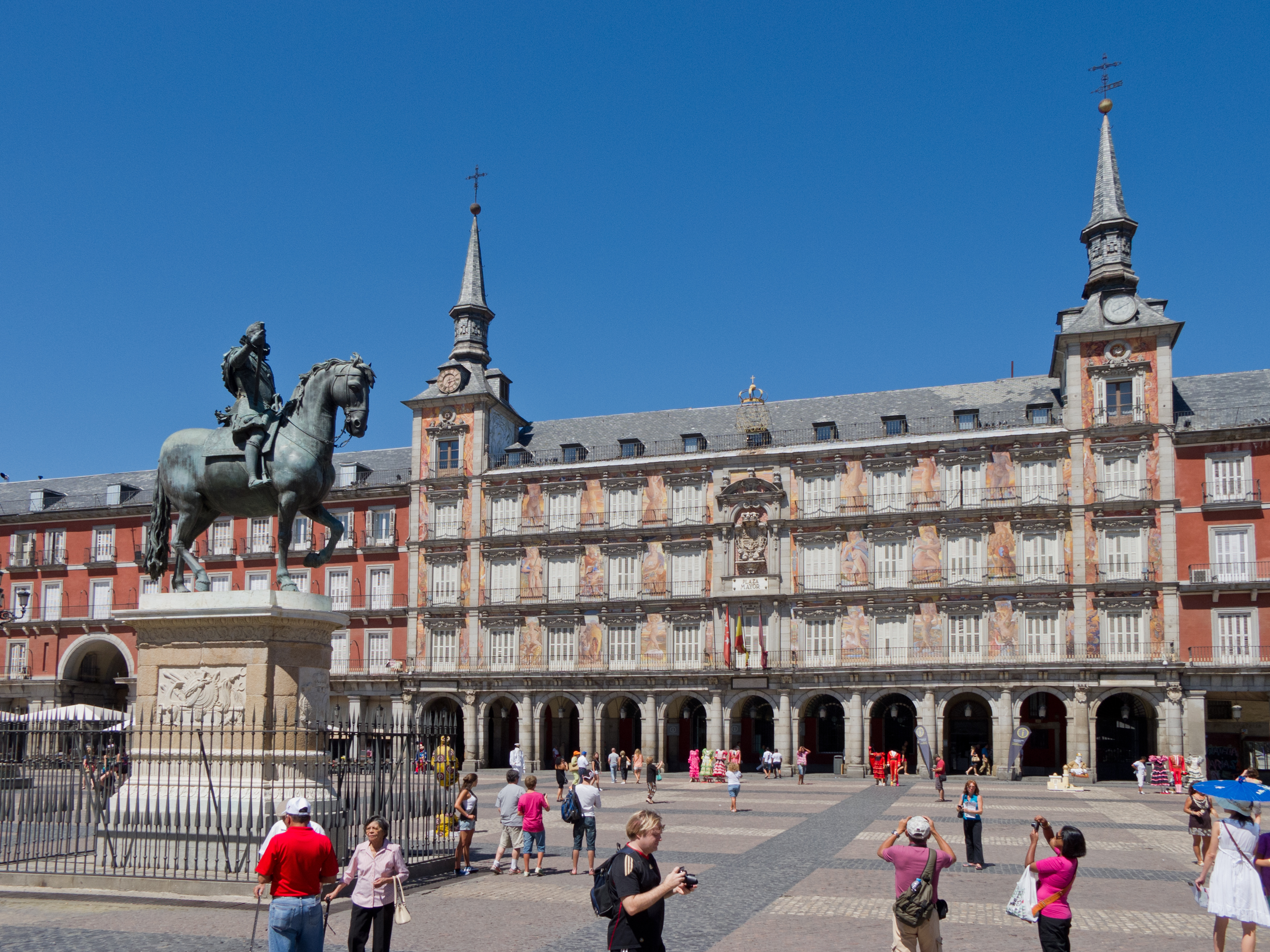
Plaza Mayor de Madrid

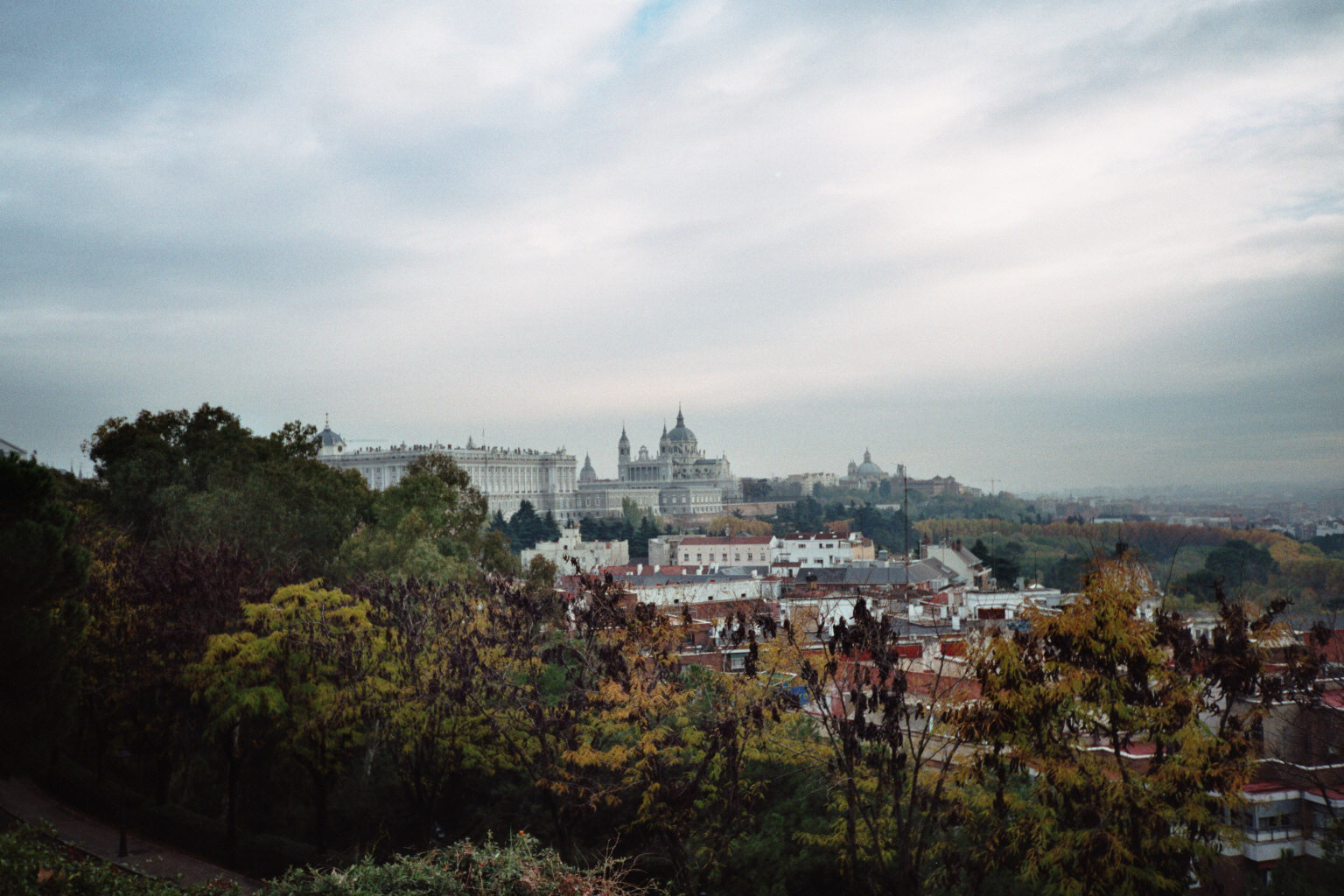
Palacio Real, catedral de la Almudena y San Francisco el Grande, vista oriental

- Basílica de San Francisco el Grande, que cuenta con la tercera mayor cúpula de la Cristiandad
- Casino de la Reina
- Centro Canalejas
- Convento de las Salesas Reales
- Fábrica de Tabacos
- Banco de España
- Edificio Metrópolis
- Hotel Palace
- Palacio de las Cortes
- Palacio de Liria
- Palacio Real, el palacio más grande de Europa Occidental
- Puerta de Toledo, antigua puerta de acceso a la ciudad
- Teatro Real

### Rascacielos
El distrito centro se caracteriza por tener edificios de entre dos y cinco plantas, sin embargo contiene tres de los rascacielos más antiguos de España:
- Edificio Telefónica (88 metros y 14 pisos)
- Edificio España (117 metros y 25 pisos)
- Torre de Madrid (142 metros y 37 pisos)

### Parques y jardines
- Campo del Moro
- Jardines de la Plaza de Oriente
- Jardines de Sabatini
- Jardines de las Vistillas
- Jardines del palacio de Buenavista
- Jardín de Anglona
- Parque del emir Mohamed I

### Otros lugares de interés
Otros lugares de interés son:
- El área de Chueca, en el barrio de Justicia, con una importante presencia LGTBI+.
- El llamado barrio de las Letras, o Huertas, donde se ha desarrollado buena parte de la historia literaria de Madrid, desde el Siglo de Oro hasta el siglo XX, muy animado en las noches.
- El área de Lavapiés, en el barrio de Embajadores, cuenta con una gran multiculturalidad, alcanzando un monto de 88 nacionalidades.[4]
- Alguno de sus numerosos tablaos flamencos.

## Ocio y cultura
El distrito centro de Madrid concentra buena parte de la actividad cultural y de ocio de la capital.

### Museos y galerías
La mayor parte de las pinacotecas están concentradas en esta zona; los museos más significativos son:
- Museo Thyssen-Bornemisza
- Museo Reina Sofía
- Museo de la Real Academia de Bellas Artes de San Fernando
- Monasterio de las Descalzas Reales
- Real Monasterio de la Encarnación
- Museo Municipal

### Cines y teatros
El distrito Centro contiene la mayor parte de los teatros de Madrid, que presentan todo el año una oferta bastante variada. La calle de Gran Vía es el «Broadway madrileño», donde sobreviven algunos de los cines y teatros más clásicos de la capital.

### Zonas comerciales

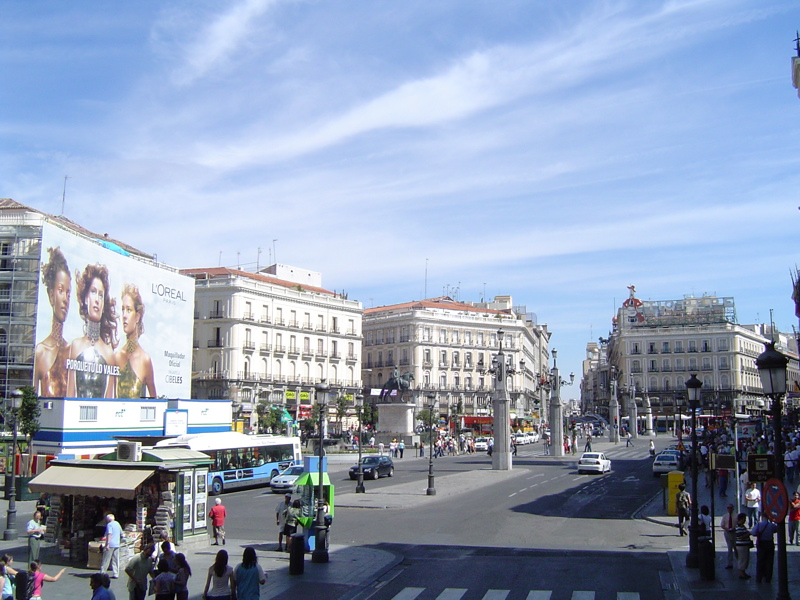
Puerta del Sol

La zona de Preciados-Sol-Carmen es la de mayor actividad comercial de la ciudad. Son de reseñar en especial El Corte Inglés, Zara, Cortefiel, H&M, FNAC, y la Casa del Libro.
También es renombrado el mercadillo callejero de El Rastro, que se sitúa los domingos y festivos en torno a la Ribera de Curtidores.
En diciembre es tradicional visitar los puestos de la Plaza Mayor, donde se pueden adquirir adornos navideños.
Madrid ofrece la posibilidad de disfrutar de los pocos cafés clásicos que quedan. Destacan el literario Café Gijón (paseo de Recoletos, 21) y el Café Comercial (glorieta de Bilbao, 7).

## Educación
En el distrito de Centro, hay 9 guarderías (4 públicas y 5 privadas), 9 colegios públicos de educación infantil y primaria, 6 institutos de educación secundaria y 11 colegios privados (con y sin concierto). Algunos de los centros con más tradición son:
- Colegio de San Ildefonso, popularmente conocido por ser los niños de este colegio quienes cantan la Lotería de Navidad
- Colegio Isabel la Católica
- Colegio Madres Mercedarias de D. Juan de Alarcón
- Colegio Pi i Margall
- Colegio Purísima Concepción
- Colegio Santa Isabel
- Colegio Vázquez de Mella
- Colegio Nuestra Señora de la Paloma
- Instituto San Isidro
- Instituto Cardenal Cisneros
- Instituto Lope de Vega
- Instituto Juan de Mariana
- Instituto San Mateo
- Instituto Santa Teresa de Jesús
- Instituto Victoria

## Transporte

### Cercanías Madrid
Las estación de Embajadores (C-5) y dan servicio a los límites del distrito. En el corazón del distrito se localiza la estación de Sol (C-3 y C-4).

### Metro de Madrid
La línea 1 recorre el distrito bajo las calles de Fuencarral, Montera, Carretas, Conde de Romanones, Magdalena y Atocha, con parada en las estaciones de Bilbao, Tribunal, Gran Vía, Sol, Tirso de Molina, Antón Martín, Estación del Arte y Atocha.
La línea 2 discurre bajo San Bernardo, Arenal y Alcalá, deteniéndose en San Bernardo, Noviciado, Santo Domingo, Ópera, Sol, Sevilla y Banco De España.
La línea 3 circula bajo el eje Princesa-Gran Vía hasta Callao, separándose del mismo para recorrer el barrio de Lavapiés. La línea para en las estaciones de Moncloa, Argüelles, Ventura Rodríguez, Plaza de España, Callao, Sol, Lavapiés y Embajadores.
La línea 4 bordea el distrito por el norte, siguiendo el eje Alberto Aguilera-Carranza-Sagasta-Génova-Goya. Se detiene en Argüelles, San Bernardo, Bilbao, Alonso Martínez, Colón y Serrano.
La línea 5 recorre el distrito de nordeste a suroeste, con parada en las estaciones Alonso Martínez, Chueca, Gran Vía, Callao, Ópera, La Latina, Puerta de Toledo y Acacias.
La línea 6 no circula bajo el distrito, pero da servicio a las estaciones Argüelles y Moncloa con salidas en el interior del mismo.
La línea 10 da servicio a los barrios Justicia, Universidad y Palacio con las estaciones Alonso Martínez, Tribunal y Plaza de España.
Así mismo, el ramal Ópera-Príncipe Pío (Sólo Ópera) circula íntegramente en terreno del distrito.

### Autobuses
Un gran número de líneas de autobuses dan servicio al distrito. Éstas son:
| Líneas diurnas    | Líneas diurnas                                  |
| Línea             | Terminales                                      |
| ----------------- | ----------------------------------------------- |
| 1                 | Cristo Rey – Prosperidad                        |
| 2                 | Manuel Becerra – Reina Victoria                 |
| 3                 | Puerta de Toledo – San Amaro                    |
| 5                 | Sol / Sevilla – Estación de Chamartín           |
| 6                 | Jacinto Benavente – Orcasitas                   |
| 7                 | Alonso Martínez – Manoteras                     |
| 9                 | Sol / Sevilla - Hortaleza                       |
| 10                | Cibeles – Palomeras                             |
| 14                | Conde de Casal – Avda. Pío XII                  |
| 15                | Sol/Sevilla – La Elipa                          |
| 17                | Plaza Mayor – Colonia Parque Europa             |
| 18                | Plaza Mayor – Villaverde Cruce                  |
| 20                | Sol/Sevilla – Pavones                           |
| 21                | Pº Pintor Rosales – Bº El Salvador              |
| 23                | Plaza Mayor - Villaverde Cruce                  |
| 25                | Plaza de España – Casa de Campo                 |
| 26                | Tirso de Molina – Diego de León                 |
| 27                | Embajadores – Plaza de Castilla                 |
| 31                | Plaza Mayor – Aluche                            |
| 32                | Jacinto Benavente – Pavones                     |
| 33                | Príncipe Pío – Casa de Campo                    |
| 34                | Cibeles – Las Águilas                           |
| 35                | Plaza Mayor – Carabanchel Alto                  |
| 36                | Atocha – Campamento                             |
| 37                | Cuatro Caminos – Puente de Vallecas             |
| 39                | Plaza de España – Colonia San Ignacio de Loyola |
| 40                | Tribunal – Alfonso XIII                         |
| 41                | Atocha – Colonia Manzanares                     |
| 44                | Callao – Marqués de Viana                       |
| 45                | Legazpi – Avda. Reina Victoria                  |
| 46                | Sevilla – Moncloa                               |
| 50                | Plaza Mayor – Avda. Manzanares                  |
| 51                | Sol / Sevilla - Plaza del Perú                  |
| 52                | Sol / Sevilla - Santamarca                      |
| 53                | Sol / Sevilla - Arturo Soria                    |
| 59                | Estación de Atocha - San Cristóbal              |
| 60                | Plaza de la Cebada – Orcasitas                  |
| 62                | Cristo Rey - Los Puertos                        |
| 65                | Jacinto Benavente – Colonia Gran Capitán        |
| 74                | Pº Pintor Rosales – Parque de las Avenidas      |
| 75                | Callao – Colonia Manzanares                     |
| 85                | Estación de Atocha - Butarque                   |
| 119               | Atocha – Barrio de Goya                         |
| 133               | Callao – Mirasierra                             |
| 138               | Cristo Rey – Aluche                             |
| 146               | Callao – Los Molinos                            |
| 147               | Callao – Barrio del Pilar                       |
| 148               | Callao – Puente de Vallecas                     |
| 149               | Tribunal – Plaza de Castilla                    |
| 150               | Sol / Sevilla - Virgen del Cortijo              |
| 158               | Plaza de España - Los Cármenes                  |
| C1                | Circular 1                                      |
| C2                | Circular 2                                      |
| E1                | Cibeles - La Peseta                             |
| Exprés Aeropuerto | Estación de Atocha - Aeropuerto                 |
| M1                | Sol / Sevilla - Embajadores                     |
| M3                | Puerta de Toledo - Sol / Sevilla                |
| 001               | Estación de Atocha - Moncloa                    |
| 002               | Puerta de Toledo - Argüelles                    |
| SE832             | Príncipe Pío - Hospital Fundación San José      |

| Líneas nocturnas  | Líneas nocturnas                               |
| Línea             | Terminales                                     |
| ----------------- | ---------------------------------------------- |
| N1                | Cibeles – Sanchinarro                          |
| N2                | Cibeles – Valdebebas                           |
| N3                | Cibeles – Feria de Madrid                      |
| N4                | Cibeles – Barajas                              |
| N5                | Cibeles – Colonia Fin de Semana                |
| N6                | Cibeles – El Cañaveral                         |
| N7                | Cibeles – Valderrivas                          |
| N8                | Cibeles – Pavones                              |
| N9                | Cibeles – Ensanche de Vallecas                 |
| N10               | Cibeles – Palomeras                            |
| N11               | Cibeles – Madrid Sur                           |
| N12               | Cibeles – Butarque                             |
| N13               | Cibeles – Colonia San Cristóbal de los Ángeles |
| N14               | Cibeles – Villaverde Alto                      |
| N15               | Cibeles – Hospital 12 de Octubre               |
| N16               | Cibeles – Avenida de la Peseta                 |
| N17               | Cibeles – Carabanchel Alto                     |
| N18               | Cibeles – Las Águilas                          |
| N19               | Cibeles – Colonia San Ignacio de Loyola        |
| N20               | Cibeles – Pitis                                |
| N21               | Cibeles – Arroyo del Fresno                    |
| N22               | Cibeles – Barrio de La Paz                     |
| N23               | Cibeles – Montecarmelo                         |
| N24               | Cibeles – Las Tablas                           |
| N25               | Alonso Martínez – Villa de Vallecas            |
| N26               | Alonso Martínez – Aluche                       |
| Exprés Aeropuerto | Cibeles – Aeropuerto                           |
| NC1               | Circular 1                                     |
| NC2               | Circular 2                                     |

## Fiestas
- 17 de enero – San Antón
- 3 de febrero – San Blas
- 2 de mayo – Dos de Mayo
- 2.º domingo de mayo – Los Mayos
- 1er fin de semana de julio. Fiestas del Orgullo LGTB
- 6, 7 y 8 de agosto – San Cayetano (de Thiene)
- 9, 10 y 11 de agosto – San Lorenzo
- 12, 13, 14 y 15 de agosto – Virgen de la Paloma

## Administración y política
| Partidos       | Porcentaje |
| -------------- | ---------- |
| PP             | 35 %       |
| Más Madrid     | 27,1 %     |
| PSOE           | 14,9 %     |
| Unidas Podemos | 12,4 %     |
| Vox            | 5,9 %      |
| Cs             | 3,4 %      |